# Phone Call from a Stranger
Phone Call from a Stranger is een Amerikaanse film noir uit 1952 onder regie van Jean Negulesco. Destijds werd de film in Nederland uitgebracht onder de titel Telefoon van een onbekende.

## Verhaal
Nadat ze heeft toegegeven ontrouw te zijn geweest, besluit David Trask zijn vrouw te verlaten. Hij neemt het vliegtuig naar Los Angeles en ontmoet onderweg passagiers met bijzondere verhalen. Het vliegtuig stort neer, waarbij achttien man omkomt, onder wie de passagiers met wie Trask heeft gesproken. Hij besluit om hun nabestaanden te bezoeken en te vertellen over wat er tijdens de reis gebeurde.

## Rolverdeling
| Acteur            | Personage           |
| ----------------- | ------------------- |
| Shelley Winters   | Binky Gay           |
| Gary Merrill      | David Trask         |
| Michael Rennie    | Dr. Robert Fortness |
| Keenan Wynn       | Eddie Hoke          |
| Evelyn Varden     | Sally Carr          |
| Warren Stevens    | Marty Nelson        |
| Beatrice Straight | Claire Fortness     |
| Ted Donaldson     | Jerry Fortness      |
| Craig Stevens     | Mike Carr           |
| Helen Westcott    | Jane Trask          |
| Bette Davis       | Marie Hoke          |